# 上天草市立阿村中学校

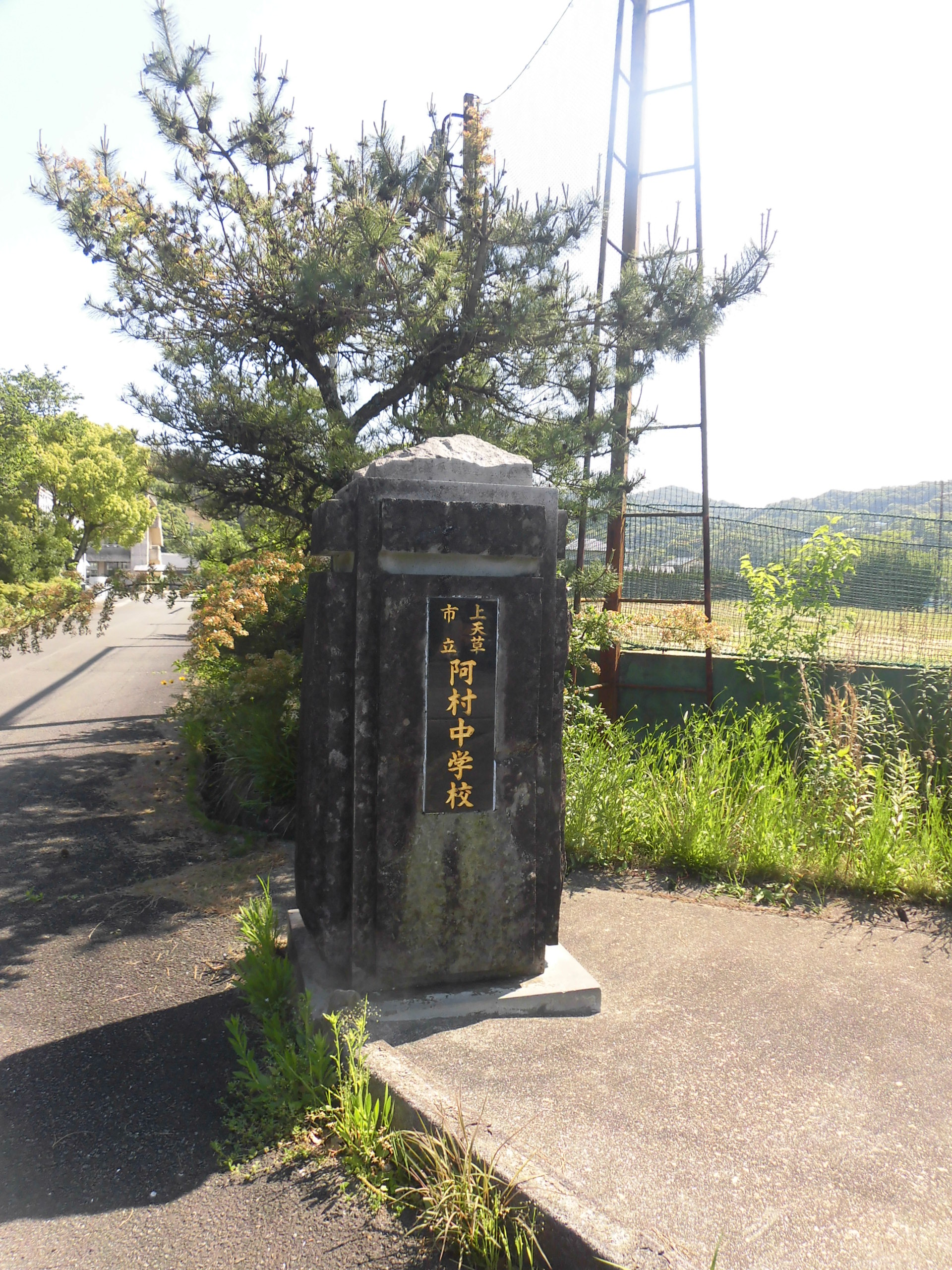
門柱（2024年5月）

上天草市立阿村中学校（かみあまくさしりつ あむらちゅうがっこう）は、熊本県上天草市松島町阿村にかつて存在した中学校。

## 沿革
- 1947年（昭和22年）
  - 4月1日 - 阿村立阿村中学校創立
  - 4月4日 - 開校式が行われる
- 1955年（昭和30年）4月1日 - 松島村立阿村中学校と改称
- 1956年（昭和31年）9月1日 - 松島町立阿村中学校と改称
- 2004年（平成14年）3月31日 - 上天草市立阿村中学校と改称
- 2018年（平成30年）3月31日- 閉校。上天草市松島中学校に統合

## 歴代校長
- 小西康 - 初代校長
- 川﨑卓 - 現校長

## 委員会
- 生活委員会
- 環境ISO委員会
- 保健給食委員会
- 図書委員会
- 文化学習委員会
- 体育委員会
- 放送委員会

## クラブ活動

### 運動部
- 男子バレー部
- 女子バレー部
- 野球部
- 剣道部

### 文化部
- 吹奏楽部

## 通学区域
2014年4月1日現在、通学区域は松島町阿村である。

## 進学前小学校
- 上天草市立阿村小学校 - 全域[3]